# Голицына, Клара Николаевна
Кла́ра Никола́евна Голи́цына (род. 5 декабря 1925, Москва) — советская художница.

## Биография
Родилась 5 декабря 1925 года в Москве. Мать — Елена Андреевна Кастальева (1900—1973). Отец — Николай Павлович Разживин, в сентябре 1941 года погиб в ополчении под Ельней. С 1941 по 1943 год семья жила в эвакуации в Набережных Челнах.
В 1949 году закончила Московский полиграфический институт (художественно-редакторское отделение), получила диплом художника книги и уезжает по распределению в Сталинабад (Душанбе), где работает художницей в Таджикском Государственном издательстве (ТаджикГосИздат). Спустя два года, в 1951 году, возвращается в Москву и выходит замуж за актёра драматического театра Ивана Владимировича Голицына (1902—1980).
В 1962 году Иван Голицын ушёл из театра и Клара Голицына устраивается художницей в проектное бюро Центрального конструкторского бюро В. Н. Челомея иллюстрировать космические проекты.
В 1982 году Клара уходит из института и становится свободной художницей.
Клара Голицына является членом Московского Союза художников и членом Профессионально-творческого Союза художников и графиков (входящего в Международную федерацию искусств ЮНЕСКО).
Коллекции картин  находятся в собраниях Государственной Третьяковской галереи, Государственного Русского музея и Московского музея современного искусства.

## Участие в выставках
Клара Голицына с 1976 года начала участвовать в выставках. Она участвовала в свыше 140 групповых выставках. Основные из них:
- 1968 г. — «Молодёжная», МОССХ (Московский дом художника, Москва).
- 1976—1997 гг. — осенние, весенние и тематические групповые выставки (галерея «Малая Грузинская, 28», Москва).
- 1978 г. — «Осенняя», МОССХ (Московский дом художника, Москва).
- 1988 г. — «Семь из Колеса», Объединение «Колесо» (Дом медиков, Москва);

«Лабиринт», МОССХ (Московский Дворец молодёжи).
- 1989 г. — «Автопортрет» МОССХ (Московский дом художника, Москва);

«Ландшафт», Объединение «Колесо» (Галерея «Нагорная», Москва);
«Русский Салон» (Лондон, Великобритания).
- 1989—1990 гг. — передвижные выставки Объединения «Фонд-Арт» и Торговой палаты (США).
- 1990 г. — Персональная выставка (Галерея «Беляево», Москва).
- 1991 г. — выставка «15-летие выставочных залов» (галерея «Малая Грузинская, 28», Москва);

«Портрет в творчестве художников России», МОССХ (Московский дом художника, Москва);
«Грани», Объединение «Колесо» (Москва).
- 1992 г. — «Дворянское собрание» (галерея «Компромисс», Центральный дом литераторов, Москва);

«Сегмент в пространстве художественной жизни», Объединение «Колесо» (Галерея «Беляево», Москва);
«Европа наш общий дом, Европа без границ» (Галерея «Компромисс», Знаменский собор, Москва).
- 1993 г. — «Ретро-70» (Галерея «Компромисс», Центральный дом литераторов, Москва);

персональная выставка (галерея «ЭКСПО-88», Москва).
- 1994 г. — «Весенний салон-94», Объединение «ИРИДА» (Культурный центр РИА-Новости, Москва).
- 1995 г. — персональная выставка «Двойные игры» (ЦДХ, Москва);

персональная выставка «Этапы пути» (галерея «ЭКСПО-88», Москва);
«Весенний салон-95», Объединение «ИРИДА» Дом Российской Армии, Москва);
«Золотая кисть-95» (ЦДХ, Москва);
«Женский портрет», Объединение «ИРИДА» (Союз женщин России, Москва);
Выставка Галереи «Н. Б.» (Брауншвейг, Германия);
Выставка Объединения «ИРИДА» (Александрия, Египет);
«Русский салон» (Лондон, Великобритания).
- 1996 г. — «Весенний салон-96» (Академия художеств, Москва);

персональная выставка «Знаки и прочее» (галерея «Беляево», Москва);
выставка Объединения «ИРИДА» (Ноттингем, Великобритания; Российский культурный центр, Париж, Франция).
- 1997 г. — Московский АРТ-салон (Манеж, Москва);

«Золотая кисть» (ЦДХ, Москва);
галерея «Лез-Ореад» (ЦДХ, Москва).
- 1998 г. — персональная выставка «Женский портрет» (галерея «Беляево», Москва);

персональная выставка (Российского Фонда Культуры, Москва);
Московский АРТ-салон (Манеж, Москва);
«Золотая кисть» (ЦДХ, Москва);
персональная выставка (ЦДХ, Москва);
Объединение «ИРИДА» (Российский культурный центр, Париж, Франция).
- 1999 г. — «Двойные игры 99» (Ярославский Художественный музей).
- 2000 г. — «Логические построения» (Галерея А3, Москва).
- 2001-2002 гг. — «Абстракция в России, XX век» (Русский музей, Санкт-Петербург).
- 2002 г. — «Натюрморт» (Галерея «Манеж», Москва);

«Свидание с шестидесятыми» (ЦДХ, Москва);
«Новый век» (Московский музей современного искусства);
«МСХ-70 лет» (Манеж, Москва).
- 2003 г. — «Фигуратив как абстракция» (Галерея «Сэм Брук», Москва).
- 2004 г. — «Связи» (Галерея А3, Москва);

«Премьера коллекции I» (Галерея «Новый эрмитаж», Москва).
- 2005 г. — «Транспластические партитуры Клары Голицыной» (Галерея «На Солянке», Москва);

«Картина № 1» (Галерея А3, Москва).
- 2006 г. — «Klara Golitsyna» (Лондон, Великобритания);

«Выставка четырех» (Московский музей современного искусства);
«Невозможные соединения» (Галерея А3, Москва).
- 2007 г. — персональная выставка (ЦДХ, Москва);

«Вторая волна русского авангарда» (Сеул, Корея)
«Нонконформисты на Красной площади» (Галерея «Коносьер», Москва);
«Артесания» (Выставочный зал «Новый Манеж», Москва).
- 2008 г. — «Клара Голицына — пластические партитуры» (Московский музей современного искусства, Москва);

«Клара Голицына — постархитектура» (Российский культурный центр, Александрия, Египет);
- 2009 г. — «Разговор с русским Авангардом» (Дрезден, Германия);

«Хаос-Космос» (Братислава, Словакия).
- 2010 г. — «Клара Голицына — пластические партитуры и прочее» (Галерея «Беляево», Москва)

«Новая классика-?» (Страсбург, Франция).
- 2012 г. — «Работы 2012» (Зверевский центр современного искусства, Москва)[2]
- 2021 г. — «30 работ Клары Голицыной» (Omelchenko Gallery, Москва)[3]